# Playa de Arrigorri
La Playa de Arrigorri situada en el municipio vizcaíno de Ondárroa, País Vasco (España), es una playa urbana con arena dorada, de ahí su nombre piedra roja (arri = piedra y gorri = roja), que se sitúa al amparo de uno de los muelles del puerto de la localidad compartiendo la bahía, que se abre desde el pequeño cabo conocido como Arta Punta y las peñas de Eskilantxarri de Saturrarán, con la vecina playa de Saturrarán.
Tiene un pequeño paseo marítimo que se extiende, a nivel del mar, hasta Saturrarán. Con amplios servicios es uno de los lugares privilegiados de la villa. Cuenta con servicios de vigilancia, bar, duchas, váteres y zona de juegos, tanto en la arena como en el paseo de la playa, así como acceso para personas con discapacidad. Ha obtenido los Certificados UNE en ISO 9001/2000 de Calidad y 14001/2004 Ambiental los años 2008, 2009 y 2010.
Desde la entrada en funcionamiento de la estación depuradora de aguas residuales de Galtzuaran la calidad de las aguas de la bahía ha mejorado notablemente obteniendo la calificación de buena e incluso de excelente en las muestras tomadas en la zona media de la playa. Al estar al refugio de los muelles del puerto queda protegida del oleaje lo que la convierte en una playa muy segura. Estos mismos muelle, han contribuido al crecimiento del arenal debido al cambio de corrientes que han provocado en la bahía las cuales han transportado la arena de Saturrarán a Arrigorri.

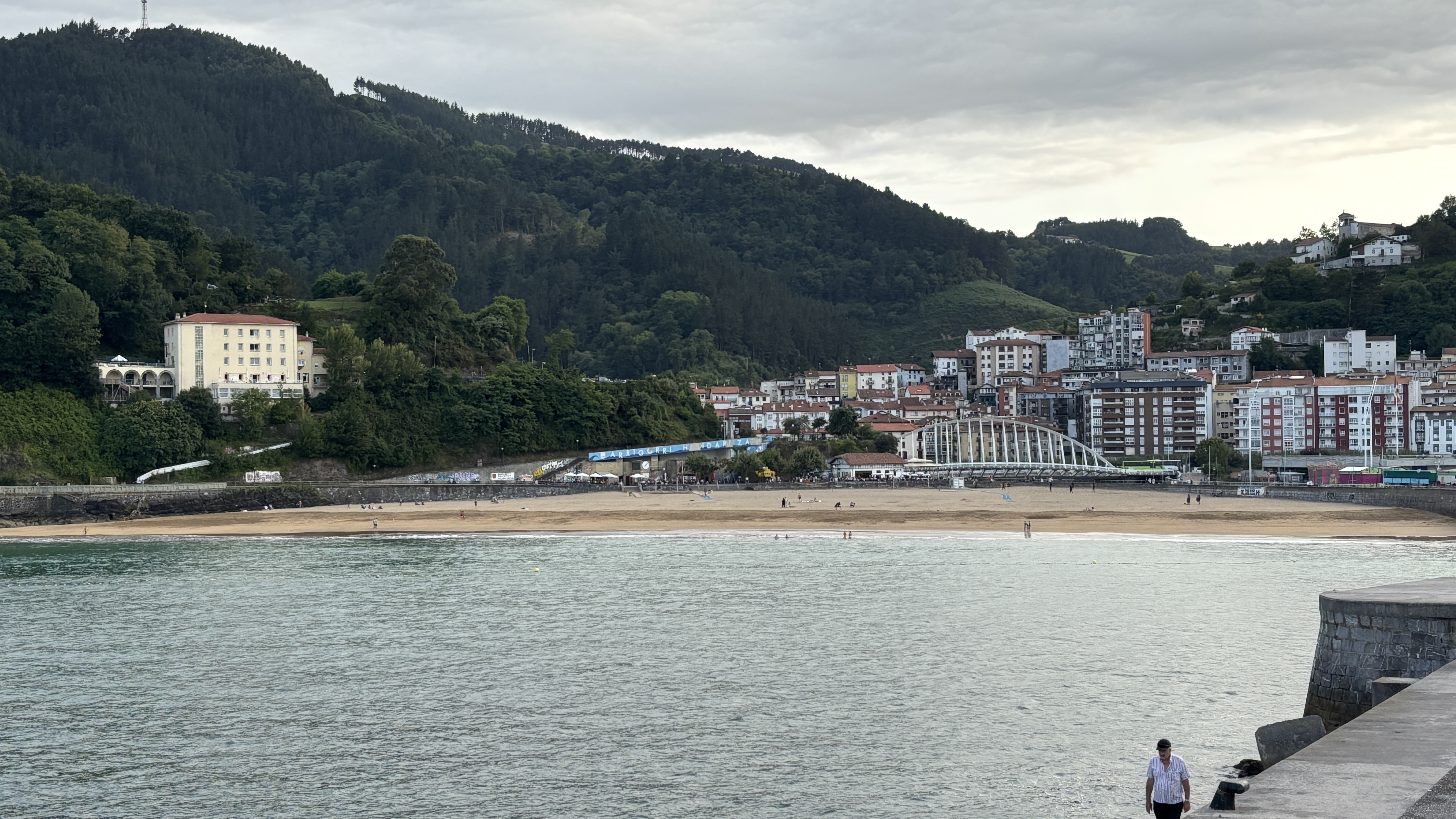
Vista general de la playa de Arrigorri con marea alta.

## Área
Las áreas del arenal en las diferentes condiciones de marea son:
- Bajamar: 7.425 m²
- Pleamar: 4.125 m²